# Rothesay Castle
Rothesay Castle er ruinen af en middelalderborg, der ligger i Rothesay, der er hovedbyen på Isle of Bute, i det vestlige Skotland. Borgen er blevet beskrevet som "en af de mest bemærkelsesværdige i Skotland", for sin lange historie, der går tilbage til begyndelsen af 1200-tallet, og for sit usædvanlige cirkulære grundplan.
Borgen består af en stor ringmur, der er forstærket med fire runde tårne samt en bygning fra 1500-tallet, og det hele er omkranset af en bred voldgrav. Fæstningen blev opført af Clan Stewart i første halvdel af 1200-tallet. Den blev angrebet af Óspakr-Hákon 1230. Den blev erobret i 1263 af Håkon 4. Håkonsson inden slaget ved Largs. Den blev senere til kongeligslot. I 1600-tallet forfaldt den men blev igen repareret af Marquess of Bute inden den overgik til staten i 1961. Den er i dag et Scheduled Ancient Monument og drives af Historic Scotland.
Hjuldamperen PS Rothsay Castle blev bygget i 1816 og navngivet efter borgen